# Lucrezia Borgia – Die Tochter des Papstes
Lucrezia Borgia – Die Tochter des Papstes (Originaltitel: Lucrezia) ist ein italienisch-österreichischer Historienfilm aus dem Jahre 1968 von Osvaldo Civirani mit Olga Schoberová in der Titelrolle.

## Handlung
Italien zur Zeit der Hochrenaissance, Ende des 15. Jahrhunderts. Papst Alexander VI. hat eine uneheliche Tochter namens Lucrezia Borgia, deren Attraktivität die Männerblicke auf sich zieht und die in den Augen der katholischen Kirche als moralisch verworfen gilt. Um Lucrezias vermeintliches Lotterleben ein Ende zu setzen, arrangiert der päpstliche Vater eine Ehe zwischen seiner Tochter und dem ihm zwar nützlichen, von Lucrezia aber ungeliebten Adeligen Giovanni Sforza. Der ist obendrein auch noch impotent, was für die lustbetonte Lucrezia vollkommen unakzeptabel ist. Die Ehe wird annulliert, und Lucrezia ins Kloster verbannt, um für ihre „Sünden“ zu büßen.
Eines Tages lernt sie im Konvent den dort Zuflucht suchenden, schmucken Fabrizio Aldovrandi kennen, der sich einer Rebellion gegen die Herrschaft der despotisch regierenden Borgias angeschlossen hat und diese nunmehr anführt. Zwischen ihm und Lucrezia entbrennt eine große Leidenschaft. Dies bringt vor allem Lucrezias eifersüchtigen Bruder Cesare auf den Plan, der diese Liaison unbedingt unterbinden will, zumal Fabrizio im Lauf der Zeit zu einer Art Volkstribun aufgestiegen ist, da er sich gegenüber den einfachen Leuten als besonders freigiebig erwiesen hat. Die Entscheidung um Italiens Zukunft wie Lucrezias Glück wird mit dem Degen entschieden.

## Produktionsnotizen
Lucrezia Borgia – Die Tochter des Papstes wurde am 26. Oktober 1968 in Italien uraufgeführt, die Deutschlandpremiere war am 11. Juli 1969.

## Kritik
Das Lexikon des Internationalen Films befand: „Das Remake des Films von 1952 erinnert an eine mittelmäßige Freilichtbühnen-Inszenierung: die Reit-, Fecht- und Massenszenen sind bar jeder Dramaturgie.“
Auf der Onlineausgabe von Cinema ist zu lesen: „Fades Renaissance-Spiel, stümperhaft inszeniert.“